# Isoindolinpigment

Strukturformel för Pigment Yellow 185

Isoindolin

Isoindolinpigment är en grupp syntetiska, organiska pigment i färger från grönaktigt gult till rött.
De är derivat av isoindolin, till vilket alla pigment som fått praktisk användning har strukturer bundna vid både plats 1 och 3 (se figur).
Pigment Yellow 139 (PY139) var på 1970-talet det första i den här gruppen att komma ut på marknaden. Det har därefter följts av andra isoindolinpigment i gult, orange, rött och brunt. Sedan början av 2000-talet är det dock bara de gula pigmenten PY139 och PY185 som har någon större produktion.
| Pigment Yellow 139 | 56298  | Gulorange                             | [ 3 ] [ 4 ] |
| Pigment Yellow 185 | 56290  | Gul med grönaktig ton                 | [ 3 ] [ 5 ] |
| Pigment Orange 66  | 48210  | Röd- till gultonad orange             | [ 3 ] [ 5 ] |
| Pigment Orange 69  | 56292  | Rödorange. Endast måttlig ljusäkthet. | [ 3 ] [ 4 ] |
| Pigment Red 260    | 56295  | Röd med dragning åt gult              | [ 3 ] [ 4 ] |
| Pigment Brown 38   | 561660 |                                       | [ 1 ] [ 6 ] |